# Пастухи (пьеса)
«Пастухи» др.-греч. Ποιμένες — трагедия древнегреческого драматурга Софокла (V век до н. э.) на тему мифов о Троянской войне. Её текст почти полностью утрачен.
Действие пьесы происходит сразу после высадки ахейцев под Троей: Гектор убивает высадившегося первым Протесилая, Ахилл побеждает Кикна. В числе уцелевших фрагментов текста обрывки реплик Кикна (этот герой заявляет, что его противник убежит в страхе) и Гектора. Хор в пьесе составляли фригийские пастухи, с чем и связано название.